# Castelmezzano
Castelmezzano község (comune) Olaszország Basilicata régiójában, Potenza megyében.

## Fekvése
A Lukániai-Dolomitok területén fekszik, a Gallipoli Cognato–Piccole Dolomiti Lucane regionális park része. Határai: Pietrapertosa, Trivigno, Albano di Lucania, Laurenzana és Anzi.

## Története
A települést i.e. 6-5 században alapították a Basento folyó völgyében megtelepedő görögök Maudorosz néven. A 10. században, a sorozatos szaracén támadások miatt a lakosság áttelepedett egy könnyen védhető sziklára. A 9-13. század között épült fel vára, amelynek csak romjai láthatók. Ennek neve Castrum Medianum volt, azaz középső vár utalva, hogy a Pietrapertosa és Albano között félúton állt. Innen származik a település megnevezése. 

## Népessége
A népesség számának alakulása: 

## Főbb látnivalói
- Santa Maria dell’Olmo-templom
- Santa Maria-templom
- Madonna delle Grazie-templom